# 塩化タングステン(V)
塩化タングステン(V)(Tungsten(V) chloride)は、化学式W2Cl10の無機化合物である。多くの面で、より身近に存在する塩化モリブデン(V)とアナログである。
塩化タングステン(VI)の還元により生成する。テトラクロロエチレンを還元剤として用いる方法もある。
2 WCl6  +  C2Cl4   →   W2Cl10  +  C2Cl6
青緑色固体は真空中で揮発し、非極性溶媒にゆっくり溶ける。好酸素で、ルイス塩基との反応性が高い。

## 構造
二量体として存在し、1対の八面体型タングステン（V)中心が2つの塩化物配位子により、架橋した構造を持つ。タングステン原子間の距離は、3.814 Aで非結合である。Nb2Cl10およびMo2Cl10と同形である。蒸発すると、三方両錐形分子構造のWCl5単量体となる。